# Lilioceris faldermanni
Lilioceris faldermanni is een keversoort uit de familie bladkevers (Chrysomelidae). De wetenschappelijke naam van de soort werd in 1829 gepubliceerd door Félix Édouard Guérin-Méneville.